# Garbo e il presidente (Live 1991)
Garbo e il presidente (Live 1991) è un album discografico del cantautore italiano Garbo, pubblicato nel 1992.

## Tracce
(CD, Kindergarten Records, 506 022-2)
Musiche di Garbo.
1. Prova sonorità batteria, basso, voce (Intro) – 1:04
2. Extra Garbo – 3:40
3. Vorrei regnare – 2:33
4. Il fiume – 3:39
5. A Berlino va bene – 4:06
6. La/la/la – 3:37
7. Ti ricordi amore – 2:45
8. Un altro cuore – 3:04
9. Cosa rimane – 3:34

Durata totale: 28:02

## Formazione
- Garbo - voce
- Leonardo Martera - batteria
- Andrea Mancini - basso
- Nardo Lunardi - chitarra
- Marco Greco - voce, chitarra